# Танкред и Эрминия (Пуссен)
«Танкред и Эрминия» — картина Никола Пуссена (1594—1665), созданная в 1630-е годы.

## История создания
Пуссена очень привлекала рыцарская поэма Торквато Тассо «Освобождённый Иерусалим», полная волшебных приключений, неожиданных и запутанных коллизий. Многие полотна художника навеяны стихами Тассо. К одному из эпизодов поэмы «Освобождённый Иерусалим» Пуссен обращался дважды. Один из вариантов картины на сюжет «Танкред и Эрминия» хранится в Эрмитаже. Более поздняя и более известная авторская версия находится в Институте изящных искусств при Университете Бирмингема.
Эрминия, влюблённая в рыцаря Танкреда, находит его раненым после поединка с великаном Аргантом. Оруженосец Вафрин приподнимает с земли неподвижное тело Танкреда, а Эрминия, в безудержном порыве любви и сострадания, отсекает мечом свои волосы, чтобы перевязать ими раны рыцаря.
Картина «Танкред и Эрминия» была приобретена для Эрмитажа в 1766 году из собрания художника Аведа в Париже, на аукционе. Выставлена в зале № 279.
В 1971 году Министерством связи СССР была выпущена почтовая марка с репродукцией этой картины, номинал марки — 14 копеек (№ 4022 по каталогу ЦФА).

## Цитаты

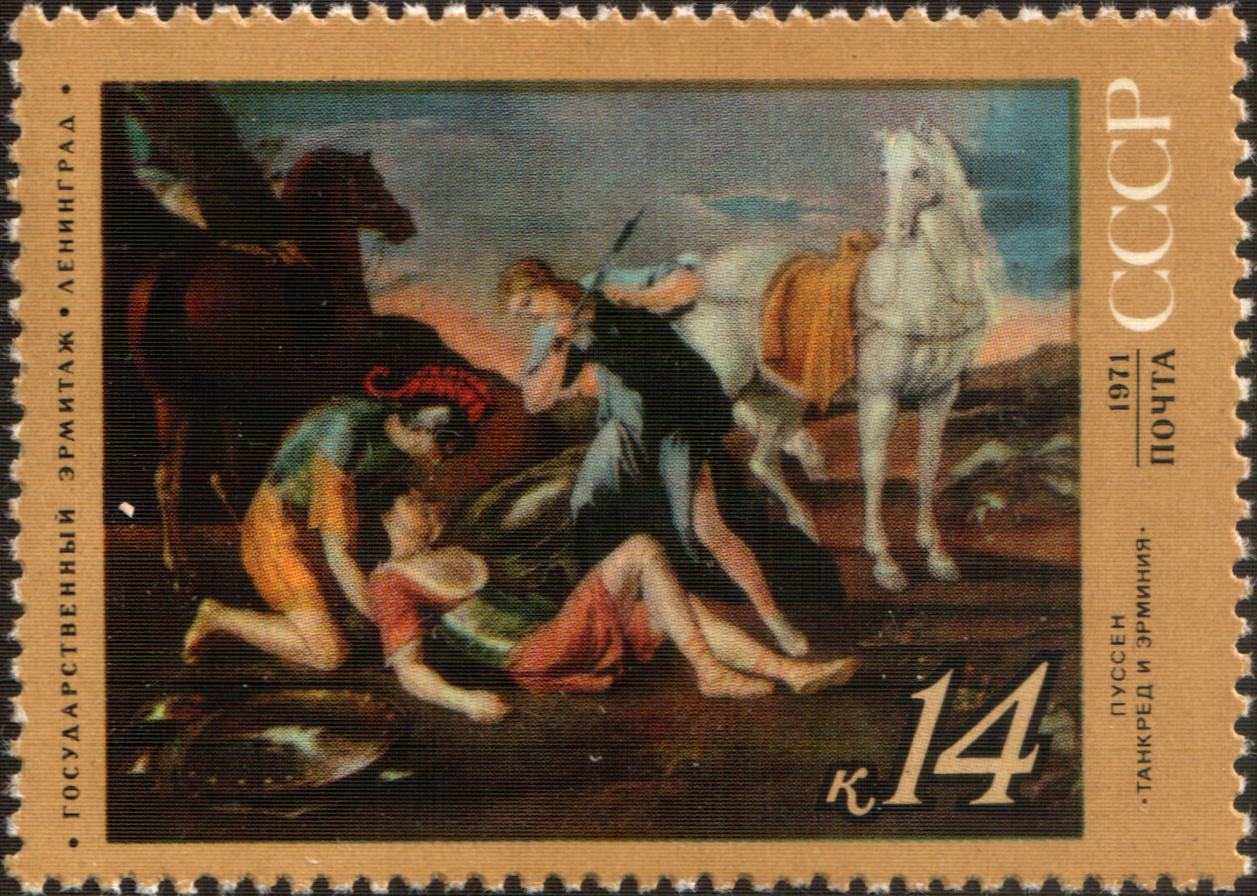
Марка СССРː «Танкред и Эрминия» (Никола Пуссен). Серияː Зарубежная живопись в музеях СССР

- Марка СССРː «Танкред и Эрминия» (Никола Пуссен). Серияː Зарубежная живопись в музеях СССР«Героическая торжественность пейзажа, монументальность целого дают почувствовать, что перед нами не обыкновенные люди, не повседневная жизнь, но исключительная драма особой породы людей, с высокими страстями и нравственной доблестью. В этом Пуссен выступает как истый классицист, ищущий в искусстве возвышенного и прекрасного. Но вся обстановка, немного сказочная в своей необычности, а главное, сосредоточенность вокруг образа главной героини картины — Эрминии, воплощающей в себе идеал самоотверженной любви, придают полотну Пуссена такую яркую эмоциональность, такую подлинность чувств, что мы ощущаем здесь не наглядный урок классицистической размеренности, но свободный полёт человеческих чувств. Ведь недаром Пуссен, этот признанный глава французского классицизма в живописи, почти всю жизнь прожил в Италии, вдали от строгого чопорного двора Людовика XIV, весь погружённый в утопические мечты о прекрасном мире, где живёт высокая человеческая страсть и подлинная, ненаигранная героичность…»[2] — Михаил Алпатов.

## Выставки
Картина экспонировалась в Париже в 1937 году на выставке «Шедевры французского искусства» и в Москве в 1955 году на выставке «Французское искусство с XV по XX век», а затем в следующем году в Ленинграде на выставке «Французское искусство с XII по XX век». В 1960 году картина экспонировалась в Париже на выставке Никола Пуссена, затем в Бордо на выставке «Шедевры французской живописи в Эрмитаже и московских музеях» в 1965 году и в 1965–1966 годах на той же выставке в Париже.